# Camptocladius stercorarius
Camptocladius stercorarius är en tvåvingeart som först beskrevs av De Geer 1776.  Camptocladius stercorarius ingår i släktet Camptocladius och familjen fjädermyggor. Arten är reproducerande i Sverige. Inga underarter finns listade i Catalogue of Life.